# Ухинген
Ухинген (њем. Uhingen) град је у њемачкој савезној држави Баден-Виртемберг. Једно је од 38 општинских средишта округа Гепинген. Према процјени из 2010. у граду је живјело 13.757 становника. Посједује регионалну шифру (AGS) 8117051.

## Географски и демографски подаци
Ухинген се налази у савезној држави Баден-Виртемберг у округу Гепинген. Град се налази на надморској висини од 295 метара. Површина општине износи 24,8 km². У самом граду је, према процјени из 2010. године, живјело 13.757 становника. Просјечна густина становништва износи 555 становника/km².